# Château des Marais (Guernesey)
Ne doit pas être confondu avec Château des Marais (Bretagne).
Le château des Marais, dénommé localement château Ivy, est un château médiéval classé monument historique par les États de Guernesey.

## Géographie
Le château des Marais est situé à mi-chemin du centre-ville de Saint-Pierre-Port et de celui de Saint-Samson. Il s'élève sur une petite colline à une centaine de mètres du rivage de la Manche.

## Histoire
Le château des Marais fut au début une motte castrale édifiée sur un ancien site néolithique, au sommet d'une petite butte rocheuse, entourée de prairies d'eau qui auraient été à l'origine un large marais appelé Marais d'Orgueil. le château était entouré par un fossé et d'un mur de pierre externe construit au XIIIe siècle.
Au Moyen Âge, il devint un château fort renforcé d'enceinte en pierres afin de se protéger des attaques des pirates et Vikings. Durant cette période médiévale, le marais entourant le château fut drainé par le creusement d'un canal débouchant sur la baie de Belle Grève située à une centaine de mètres en aval du fort.
Avec la construction du château Cornet et le renforcement de ses défenses, le château des Marais perdit de son importance stratégiques. Il finit par être abandonné et tomba en ruines avec le temps et les siècles passants. Cependant, pendant les guerres napoléoniennes, il fut restauré afin de répondre aux menaces de Napoléon Ier. Mais le fort fut de nouveau abandonné après la période napoléonienne. Au cours du XIXe siècle, il devint une distillerie pendant un temps, produisant un alcool à partir de la pomme de terre et destiné à l'exportation, mais en 1832, un incendie mis un terme à cette entreprise.
Pendant la Seconde Guerre mondiale, et l'occupation des îles Anglo-Normandes, les troupes allemandes y installèrent une batterie anti-aérienne.
La re-fortification du XVIIIe siècle demeure la partie visible aujourd'hui.